# Sonic the Hedgehog (série animada)
Sonic the Hedgehog (também conhecido como Sonic Saturday AM ou Sonic SatAM ou Sonic, o Ouriço (português brasileiro e europeu)) é um desenho animado norte-americano e italiano produzido pela DIC Entertainment, Sega of America, Inc., e o estúdio italiano Reteitalia S.p.A em associação com Telecinco, sendo uma adaptação da série de videogame da Sega, Sonic the Hedgehog. O desenho estreou nos Estados Unidos no dia 13 de junho de 1993 no canal ABC. Foi transmitido até 1994.
É o segundo dos desenhos animados do Sonic pela DiC, após Adventures of Sonic the Hedgehog. Apresenta uma história mais dramática e sombria do que a série Adventures, retratando Sonic como um membro de um bando de lutadores da liberdade lutando para derrubar o Doutor Robotnik. Para diferenciá-la de outras mídias do Sonic the Hedgehog, a série é comumente referida pelos fãs como "SatAM", em referência ao seu horário de sábado de manhã.
O programa foi ao ar por duas temporadas com um total de 26 episódios na ABC de 18 de setembro de 1993 a 3 de dezembro de 1994, e continuou em repetições até 1995. Uma terceira temporada foi planejada, mas a ABC cancelou o programa, terminando-o com um suspense. Apesar do cancelamento, um grupo de fãs elevou a série a um sucesso cult. O show também inspirou um videogame, Sonic Spinball, e uma longa série de quadrinhos de mesmo nome.

## Enredo
A série se passa em Mobius, um planeta habitado principalmente por animais antropomórficos. O Reino de Acorn, com sede na cidade de Mobotrópolis, estava em guerra com um inimigo invisível. O rei recrutou um cientista humano, Julian, para construir máquinas de guerra para acabar com a guerra com uma vitória. No entanto, em tempos de paz, Julian e seu sobrinho Snively lançaram um golpe de estado contra o reino. O Rei é banido para outra dimensão, o Vazio, e os cidadãos são capturados e transformados em robôs escravos, por meio de uma máquina chamada Roboticizador. Julian renomeou a si mesmo como Dr. Robotnik, agora o ditador implacável de Mobius. Mobotrópolis foi renomeada como Robotrópolis, uma paisagem urbana poluída e industrial.
Sonic the Hedgehog e os Lutadores da Liberdade precisam acabar com o maléfico Dr. Robotnik para restaurar a paz para Mobotrópolis. Os Lutadores são liderados pela Princesa Sally Acorn, herdeira do trono; Rotor, um cérebro inventor; o atrapalhado e covarde Antoine D'Collete, sempre irritado por Sonic; Bunnie Rabbot, uma lebre que teve metade de seu corpo robotizado; Miles "Tails" Prower, um aprendiz de lutador da liberdade que tem como ídolo Sonic; etc.

## Personagens

### Guerreiros da Liberdade
- Sonic, o Ouriço – O protagonista com o dom da velocidade. Ele luta contra Robotnik e sua tirania desde seu domínio do reino de Mobotropolis robotizando todos seus habitantes inclusive seu tio Chuck. É amigo da Sally desde a infância com quem divide lugar de líder dos Guerreiros da Liberdade. Tem uma personalidade muito arrogante além de frequentemente fazer brincadeiras bobas mesmo nos momentos sérios. Sua comida favorita são Cachorros-quentes (Chili-Dogs na dublagem original).
- Princesa Sally Acorn – Antiga princesa de Mobotropolis e filha do Rei Acorn que luta contra a tirania de Robotnik desde a perda de seu pai. É séria e muito inteligente tendo ajuda sempre de seu mini computador Nicole que frequentemente te dá informações para decifrar questões. Muitas vezes não tolera as brincadeiras de Sonic sendo que frequentemente sai em missões ao lado dele, apesar disso ela gosta dele e quer o seu bem. Na primeira temporada ela praticamente não tinha roupas tendo apenas um par de sapatos azuis, sendo que já na segunda temporada ela passa a usar uma jaqueta azul.
- Antoine Depardieu – Um coiote de sotaque francês, um dos membros originais da equipe. É muito covarde e convencido sempre tentando se passar por um bom guerreiro, embora sempre acabe fracassando e se rendendo. Ele também não gosta muito do Sonic por inveja dele sempre ter atenção da Sally, a quem ele demonstra uma paixão, e muitas vezes acaba virando motivo de piadas do Sonic. Está sempre andando com um uniforme azul e possui duas mechas de cabelo loiros que na segunda temporada ficam maiores formando um cabelo, além de passar a ter os olhos azuis.
- Rotor – É o cientista dos Guerreiros da Liberdade, um dos membros originais da equipe. Quase não participa de missões e passa mais tempo no esconderijo em Knothole. Vive fazendo invenções em seu laboratório e análises de alguns equipamentos. Na primeira temporada era mais gordo e usava um boné amarelo, enquanto que na segunda passa a usar um boné vermelho, além de passar a usar luvas e sapatos, e os olhos ficarem laranjas.
- Bunnie Rabbot – Uma coelha metade robótica, uma dos membros originais da equipe. Ela é dotada de super-força e outras habilidades através de seu braço e pernas robóticas devido a um acidente no robotizador a alguns anos. Ela é muito educada e costuma sempre se referir ao Sonic como bonitinho, além de saber lutar artes marciais. Ao contrário dos demais personagens ela não muda sua aparência na segunda temporada.
- Dulcy – Uma jovem dragão fêmea introduzida na segunda temporada na equipe. Ela costuma ajudar Sonic e o resto da equipe os carregando em suas costas sendo a única capaz de voar além de Tails. Tem uma personalidade muito arrogante e grosseira além de parecer não bater bem da cabeça muitas vezes falando de sua mãe (a Sabina) talvez por sentir falta dela, provavelmente tendo sido robotizada por Robotnik. Ela também é capaz de soprar uma rajada congelante.
- Tails – É o membro mais jovem da equipe sendo apenas uma criança. Ao contrário dos jogos ele possui uma importância quase insignificante no desenho já que não costuma participar das missões quase sempre ficando em Knothole. Ele também possui a habilidade de voar graças a seus dois rabos mantida dos jogos originais. Assim como em AoStH seus pelos são marrons ao invés de laranjas como nos jogos.

### Vilões
- Dr. Robotnik – O grande vilão da série. Um cientista louco e sem coração que tenta dominar todo o mundo transformando os animais em seu exército de escravos robôs. Ele detesta Sonic (a quem ele chama apenas de Ouriço) e seus amigos dos Guerreiros da Liberdade que frequentemente estragam seus planos. Antes de dominar o reino ele se chamava Julian e fez o Rei Acorn desaparecer o lançando no vórtex, e em seguida prendendo quase todos do reino os transformando em robôs. Ele tem um dos braços robotizados devido a um acidente causado por Sonic ao voltar no tempo o fazendo seu braço atravessar os raios do robotizador. Ao final da série ele é derrotado por Sonic e Sally através de uma gema desaparecendo junto de sua base. Assim como em AoStH ele também tem um visual muito diferente comparado ao dos jogos, porém sendo menos exagerado e mais realista que a versão anterior.
- Snively – O sobrinho e assistente de Robotnik. Trabalha para ele desde seu domínio do reino de Mobotropolis. É constantemente abusado por ele e muitas vezes mandado em seus planos contra o Sonic (que ele também chama de Ouriço) e os Guerreiros da Liberdade. Mais para segunda temporada passa a demonstrar um pouco de ódio pelo Robotnik geralmente resmungando. Quando jovem ele tinha cabelos até um golpe do Sonic ao voltar no tempo o deixando careca com apenas alguns fios espetados. Ao final da série após a derrota de Robotnik ele passa a querer ser o ditador do reino provavelmente se aliando a Ixis Naugus, porém como a série não teve uma 3ª temporada isso não prosseguiu na história.
- SWATbots – São o exército de robôs lacaios de Robotnik. Frequentemente são comandados em seus planos contra os Guerreiros da Liberdade, mas sempre são destruídos.
- Ixis Naugus – Um mago muito sombrio e perverso que havia ajudado Robotnik em seu plano de dominar Mobotropolis, mas que foi traído pelo mesmo sendo lançado no vórtex desde então querendo vingança contra ele. Ele chegou a ser libertado no episódio "O Vórtex" graças a Sonic e Sally numa tentativa de resgatar o Rei Acorn, porém junto dele acabou voltando a ficar preso, já que ficaram muito tempo no vórtex e este suga a força vital deles e se saírem de lá se cristalizam. Ao que parece ele se aliaria a Snively após a destruição de Robotnik, porém como a série não teve uma 3ª temporada isso não aconteceu na história.

### Recorrentes
- Sir Charles "Tio Chuck" Ouriço – É o tio do Sonic que foi raptado por Robotnik e transformado em um robô há vários anos. Era o cientista da realeza de Mobotropolis sendo o criador dos Anéis de Força e também do robotizador cujo projeto fora roubado por Robotnik para dominar o reino. Muitas vezes ele chega a se encontrar com Sonic no decorrer da série. Ele tem um cachorro de estimação chamado Muttski que tal como ele também foi robotizado. No início ele não reconhecia Sonic, porém conseguiu se controlar e recuperou suas memórias de antes da robotização, mesmo assim ele preferiu ficar em Robotropolis para espionar Robotnik e entregar seus pontos fracos aos guerreiros.
- Rei Acorn – É o pai da Sally e antigo governante de Mobotropolis. Ele a princípio havia sido subordinado por Robotnik no passado, até este o enganá-lo ao revelar sua real intenção de querer dominar o seu reino e robotizar os habitantes chegando a baní-lo pra dentro do vórtex, desde então deixando Sally com saudades de vê-lo novamente. Sua última aparição foi no episódio "O Vórtex" onde manda Sally procurar os demais Guerreiros da Liberdade espalhados pelo reino.
- Ari – Um carneiro membro de outro grupo dos Guerreiros da Liberdade. Sua primeira aparição foi no episódio "Jogo Ruim" onde ele é subordinado por Robotnik a levar o Sonic até sua armadilha em troca de soltar seus amigos que acabaram ficando robotizados. No final do episódio ele chega a se sacrificar por Sonic se jogando no vórtex no lugar dele só voltando no episódio "O Vórtex" onde consegue escapar de lá e passa a fazer parte da equipe como membro secundário.
- Lupe – É a líder da equipe dos Lobos Guerreiros da Liberdade que aparece no episódio "O Uivo dos Lobos". Ela fazia parte de uma antiga tribo de lobos que viviam em paz até perderem tudo por Robotnik desde então lutando junto de sua equipe contra os seus soldados que buscavam encontrar o seu esconderijo. Após encontrar Sonic e Sally ela e sua equipe passam a se aliar aos Guerreiros da Liberdade de Knothole.

## Transmissão
No início dos anos 2000, a Shout! Factory e a Sony BMG Music Entertainment lançaram DVDs da série nos Estados Unidos, enquanto no Brasil, a MD Movie lançou um DVD com uma dublagem e títulos diferentes, mas devido as poucas vendas do DVD no Brasil, parou de ser vendido, recentemente nos EUA, a NCircle Entertainment e a Cookie Jar Entertainment relançaram os DVDs em 2012.

### Brasil
No Brasil, a série foi originalmente lançada em VHS na 2ª metade dos anos 90, pela FlashStar Home Vídeo, com uma dublagem realizada nos estúdios da Dublavídeo em São Paulo, onde Sonic era dublado por Tatá Guarnieri. Já sua estreia na televisão ocorreu no final do ano 2000, pelo Bom Dia & Cia do SBT (apresentado na época por Jackeline Petkovic), onde também foi exibido por determinado tempo no Sábado Animado. Esta exibição contou com uma nova dublagem realizada no Rio de Janeiro, pelo estúdio RGA, com Manolo Rey na voz de Sonic.

### Portugal
Em Portugal, foi transmitida no Canal 1, em 1995, na versão original com legendas, e de 2012 a 2013 no KidsCo, dobrada em português.

### Internacional
Nos Estados Unidos, foi exibida no ABC em 18 de setembro de 1993 e foi no ar até 3 de dezembro de 1994. Em 13 de dezembro de 1994, estreou no canal Syndication e foi transmitido até 1995. Em 1995 e 1996, foi transmitido no USA Network. Em 2009 e 2012, foi exibido no Kabillion.
Na Itália, foi exibida na Italia 1 em 1994.
No União de Nações Sul-Americanas, foi exibida no Fox Premium Kids nos anos 90 e 2000.

## Episódios
| Temporada | Temporada | Episódios | Exibição original      | Exibição original      | Exibição no Brasil                  | Exibição no Brasil                  |
| Temporada | Temporada | Episódios | Estreia                | Final                  | Estreia                             | Final                               |
| --------- | --------- | --------- | ---------------------- | ---------------------- | ----------------------------------- | ----------------------------------- |
|           | Piloto    | Piloto    | 11 de dezembro de 1993 | 11 de dezembro de 1993 | 1994 e 1995 (VHS) -1999 e 2003(SBT) | 1994 e 1995 (VHS) -1999 e 2003(SBT) |
|           | 1         | 13        | 18 de setembro de 1993 | 04 de dezembro de 1993 | 06 de setembro de 1994              | 21 de setembro de 1994              |
|           | 2         | 13        | 10 de setembro de 1994 | 03 de dezembro de 1994 | 04 de julho de 1995                 | 19 de julho de 1995                 |
|           | 3         | -         | Nunca exbida/Cancelada | Nunca exbida/Cancelada | Nunca exbida/Cancelada              | Nunca exbida/Cancelada              |

## Distribuição em mídia física
No início dos anos 2000, a Shout! Factory e a Sony BMG Music Entertainment lançaram DVDs da série nos Estados Unidos, enquanto no Brasil, a MD Movie lançou um DVD com uma dublagem e títulos diferentes, mas devido as poucas vendas do DVD no Brasil, parou de ser vendido, recentemente nos EUA, a NCircle Entertainment e a Cookie Jar Entertainment relançaram os DVDs em 2008. E na década de 90 chegou a ser lançado em VHS no Brasil, sendo veiculado como brinde de jornais como Zero Hora e Estadão e de revistas como Caras.